# Ligne de Vitré à Pontorson
La ligne de Vitré à Pontorson est une ligne de chemin de fer française à écartement standard et à voie unique du département d'Ille-et-Vilaine, en région Bretagne, et du département de La Manche, en Normandie, aujourd'hui en grande partie déposée, fermée et remplacée par une voie verte.
Elle constitue la ligne 439 000 du réseau ferré national.

## Histoire
La ligne de Vitré à Fougères est concédée à Monsieur de Dalmas par une convention signée avec le ministre des Travaux publics le 9 août 1865. Cette convention est approuvée par décret impérial le 30 août suivant.
La section de Fougères à Pontorson est concédée, à titre éventuel, à la Compagnie du chemin de fer de Vitré à Fougères par une convention signée le 26 juillet 1868 entre le ministre des Travaux publics et la compagnie. Cette convention est approuvée par un décret impérial à la même date. La section est déclarée d'utilité publique par un décret impérial le 22 décembre 1869, rendant ainsi sa concession définitive.
La ligne est mise en service le 1er octobre 1867 par la Compagnie du chemin de fer de Vitré à Fougères, entre Vitré et Fougères, le 26 janvier 1872 entre Fougères et Saint-Brice-en-Coglès et le 10 octobre 1872 entre Saint-Brice-en-Coglès et Pontorson.
Par deux conventions entre le ministre des Travaux publics et la Compagnie du chemin de fer de Vitré à Fougères et prolongements signée les 11 juin 1881 et 2 mai 1882, l'État rachète le réseau de la compagnie. Ces conventions sont approuvées par une loi le 10 juillet 1882.  Par une convention signée le 18 décembre suivant, le ministre des Travaux publics confie provisoirement l'exploitation de la ligne à la Compagnie des chemins de fer de l'Ouest. Cette convention est approuvée par un décret le 23 décembre 1882. L'exploitation par la Compagnie de l'Ouest commence le 12 janvier 1883.
La ligne est cédée par l'État à la Compagnie des chemins de fer de l'Ouest par une convention signée entre le ministre des Travaux publics et la compagnie le 17 juillet 1883. Cette convention est approuvée par une loi le 20 novembre suivant.
La chronologie de la fermeture de la ligne se déroule de la façon suivante :
- 2 octobre 1938 : Fermeture du tronçon Fougères - Pontorson au service voyageurs[8]
- 28 septembre 1957 : Fermeture du tronçon Antrain - Pontorson au service marchandises[8]
- 6 mars 1972 : Fermeture du tronçon Vitré - Fougères au service voyageurs[8],[9]
- mars 1987 : Fermeture du tronçon Fougères - Antrain au service marchandises[8]
- 1991 : Fermeture du tronçon Gérard - Fougères au service marchandises[9]
- Vers 1999 : aménagement d'une voie verte entre Fougères et Antrain.
- 2013 : Fermeture officielle entre Gérard et Fougères[9]
- 12 octobre 2018 : Inauguration de la voie verte entre Vitré (gare de Gérard) et Fougères[10]

## Trafic
La ligne reste exploitée entre Vitré et  Gérard (Montreuil-sous-Pérouse) pour la desserte de marchandises de la Cooperl Arc Atlantique.
Les 7 km de la ligne accueillent 170 trains par an. Ils transportent principalement des céréales en provenance de la région Centre-Val de Loire, permettant d'alimenter la plus grosse usine française d’aliments du bétail.

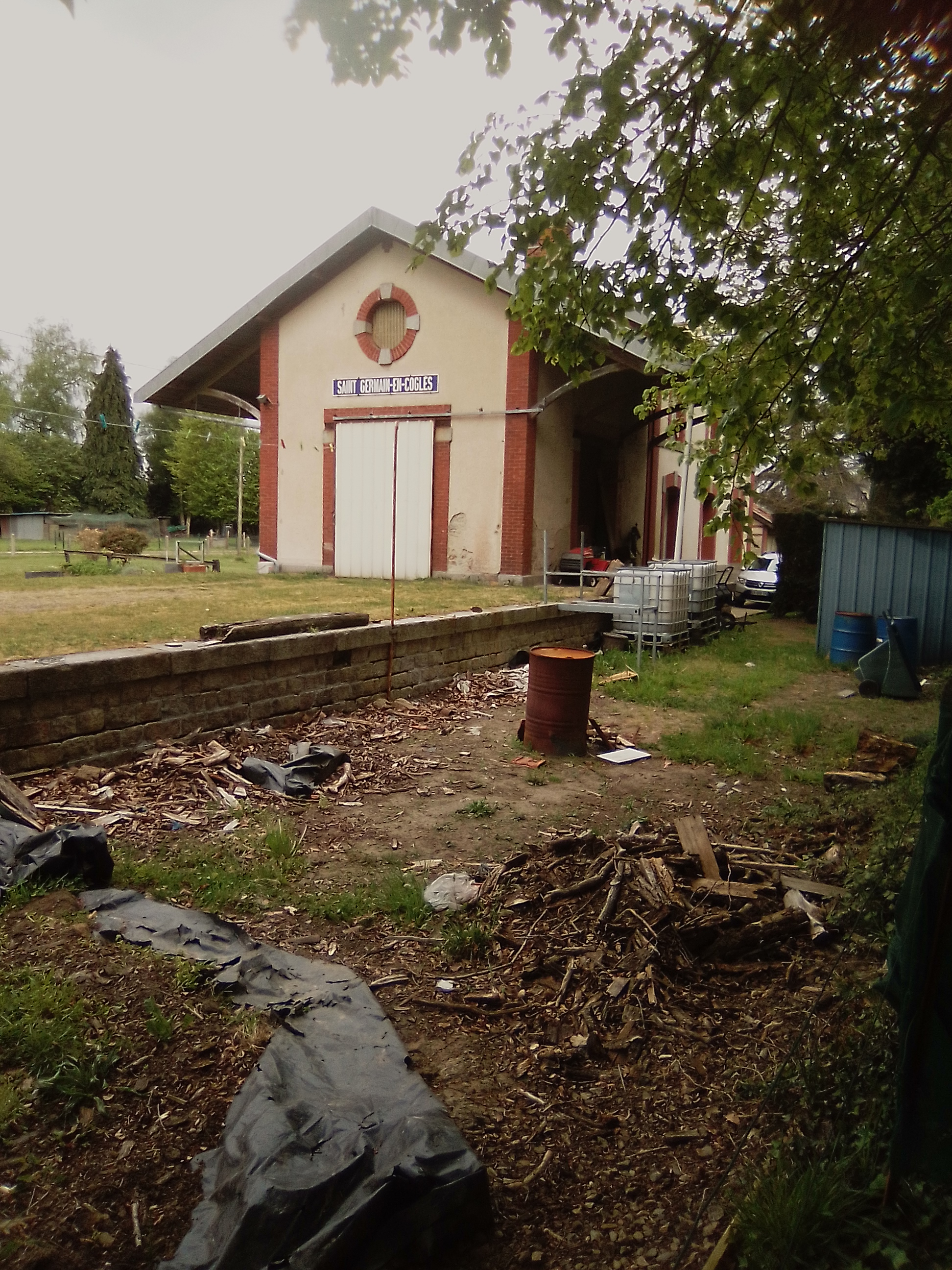
Gare de Saint-Germain-en-Coglès.
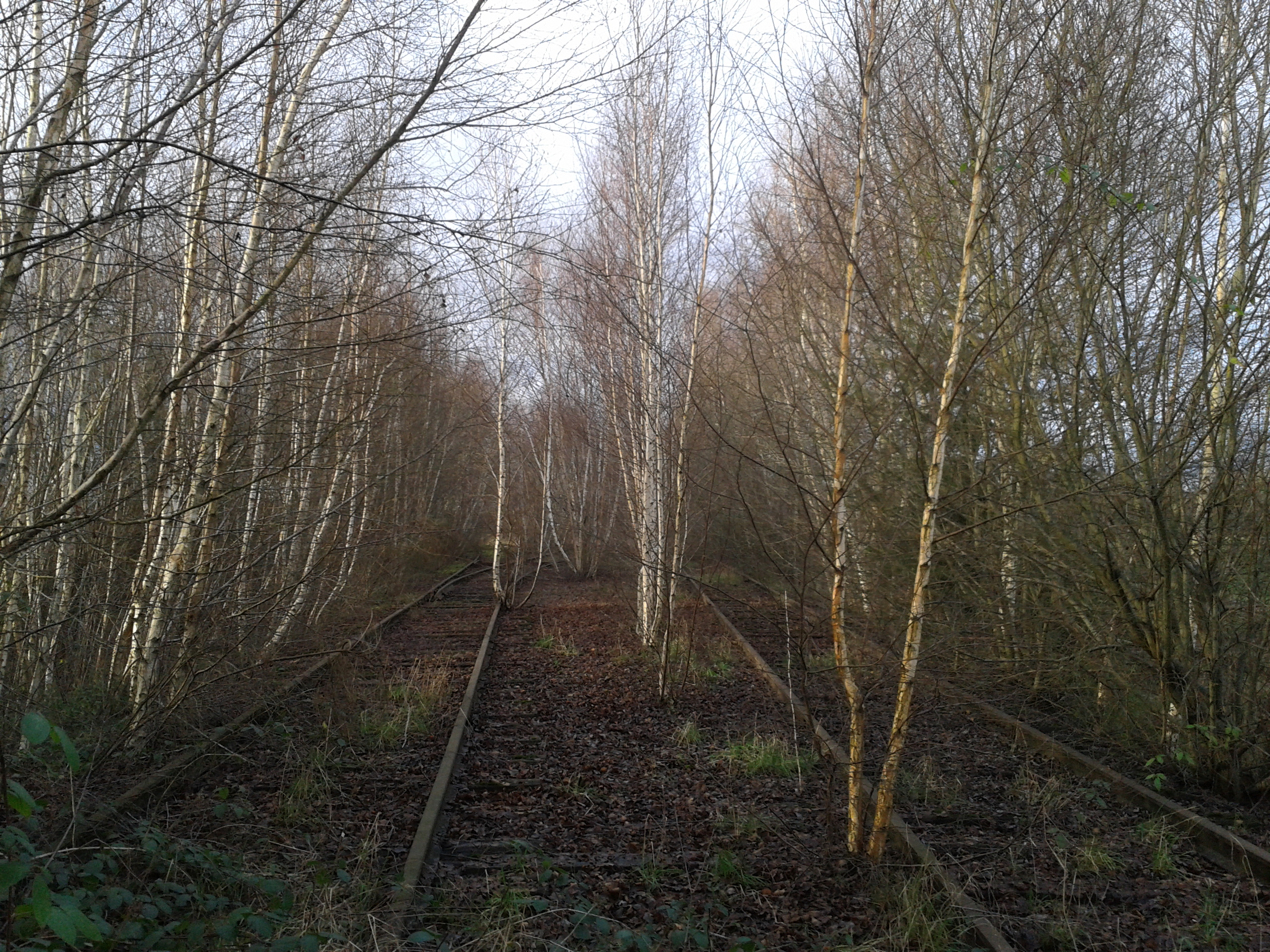
Les voies dans la zone industrielle de l'Aumaillerie à La Selle-en-Luitré.